# Parhyalella pietschmanni
Parhyalella pietschmanni is een vlokreeftensoort uit de familie van de Dogielinotidae. De wetenschappelijke naam van de soort is voor het eerst geldig gepubliceerd in 1928 door Schellenberg.